# Jonathan Cleveland
Jonathan „Jon“ Thomas Cleveland (* 19. Dezember 1970 in Fresno, Kalifornien) ist ein ehemaliger kanadischer Schwimmer. Er gewann mit der kanadischen Lagenstaffel eine olympische Bronzemedaille und erschwamm bei Panamerikanischen Spielen eine Silber- und eine Bronzemedaille. Bei den Commonwealth Games erhielt er zwei Gold-, eine Silber- und zwei Bronzemedaillen.

## Karriere
Jonathan Cleveland wurde in den Vereinigten Staaten als Sohn des kanadischen Baseballspielers Reggie Cleveland geboren. Seine eigene sportliche Karriere erlebte Jonathan Cleveland in Calgary, wo er an der University of Calgary studierte und für deren Sportteam, die Calgary Dinos, antrat. Der 1,78 m große Jonathan Cleveland war Spezialist im Brustschwimmen.
Bei den Olympischen Spielen 1988 in Seoul wurde Cleveland Siebter über 200 Meter Brust. 1989 bei den Pan Pacific Swimming Championships wurde Cleveland Vierter über 100 Meter Brust und Dritter über 200 Meter Brust. Mit der 4-mal-100-Meter-Lagenstaffel gewann er die Silbermedaille. Im Jahr darauf bei den Commonwealth Games in Auckland wurde Cleveland ebenfalls Vierter über 100 Meter Brust. Über 200 Meter Brust siegte er vor dem Australier Rodney Lawson und dem Engländer Nick Gillingham. Die Lagenstaffel mit Marcel Gery, Jonathan Cleveland, Tom Ponting und Mark Tewksbury siegte vor den Engländern und Australiern. Anfang 1991 fanden in Perth die Weltmeisterschaften statt. Cleveland schied über 200 Meter Brust im Vorlauf aus. Die Lagenstaffel mit Mark Tewksbury, Jonathan Cleveland, Marcel Gery und Sandy Goss belegte den vierten Platz mit einer Hundertstelsekunde Rückstand auf die deutsche Staffel. Bei den Pan Pacific Championships in Edmonton wurde Cleveland jeweils Fünfter über 100 und 200 Meter Brust. Die Lagenstaffel gewann die Silbermedaille. Anfang 1992 gehörte Cleveland mit Tewksbury, Ponting und Steven Vandermeulen zu der Lagenstaffel, die bei den kanadischen Kurzbahnmeisterschaften in 3:34,86 Minuten einen neuen Weltrekord aufstellte.
Bei den Olympischen Spielen 1992 in Barcelona erreichte Cleveland auf den beiden Brustdistanzen nur das B-Finale. Die kanadische Lagenstaffel erreichte mit Tewksbury, Cleveland, Ponting und Stephen Clarke mit der drittbesten Zeit das Finale. Im Endlauf belegten Mark Tewksbury, Jonathan Cleveland, Marcel Gery und Stephen Clarke den dritten Platz hinter den Staffeln aus den Vereinigten Staaten und aus der GUS. Ponting erhielt als Teilnehmer des Vorlaufs ebenfalls eine Bronzemedaille. 1993 wurde Cleveland bei den Pan Pacific Championships Fünfter über 100 Meter Brust und Zweiter über 200 Meter Brust. Bei den Kurzbahnweltmeisterschaften 1993 wurde Cleveland Achter über 200 Meter Brust und Sechster mit der Lagenstaffel. Im August 1994 bei den Commonwealth Games in Victoria siegte über 100 Meter Brust der Australier Philip Rogers vor Nick Gillingham und Jonathan Cleveland. Über 200 Meter Brust gewann Gillingham vor Rogers und Cleveland. Die kanadische Lagenstaffel mit Chris Renaud, Jonathan Cleveland, Rob Braknis und Stephen Clarke gewann die Silbermedaille hinter den Australiern. Bei den Weltmeisterschaften 1994 in Rom trat Cleveland über beide Bruststrecken und in der Lagenstaffel an, verpasste aber jeweils das A-Finale. Im März 1995 fanden in Mar del Plata die Panamerikanischen Spiele 1995 statt. Über 100 Meter Brust erkämpfte Cleveland die Silbermedaille hinter Seth Van Neerden aus den Vereinigten Staaten. Über 200 Meter Brust wurde Cleveland Fünfter. Die kanadische Lagenstaffel mit Chris Renaud, Jonathan Cleveland, Eddie Parenti und Curtis Myden gewann die Bronzemedaille hinter den Staffeln aus den Vereinigten Staaten und aus Brasilien. Bei den Pan Pacific Championships im August 1995 wurde Cleveland Achter über 100 Meter Brust sowie Fünfter über 200 Meter Brust und mit der Lagenstaffel. Zum Abschluss seiner Karriere nahm Cleveland an den Olympischen Spielen 1996 in Atlanta teil, konnte aber kein A-Finale erreichen.
Nach seiner Karriere war Cleveland zunächst als Journalist tätig. Später wurde er Schwimmtrainer an High Schools in Texas.